# Siebelsmühle

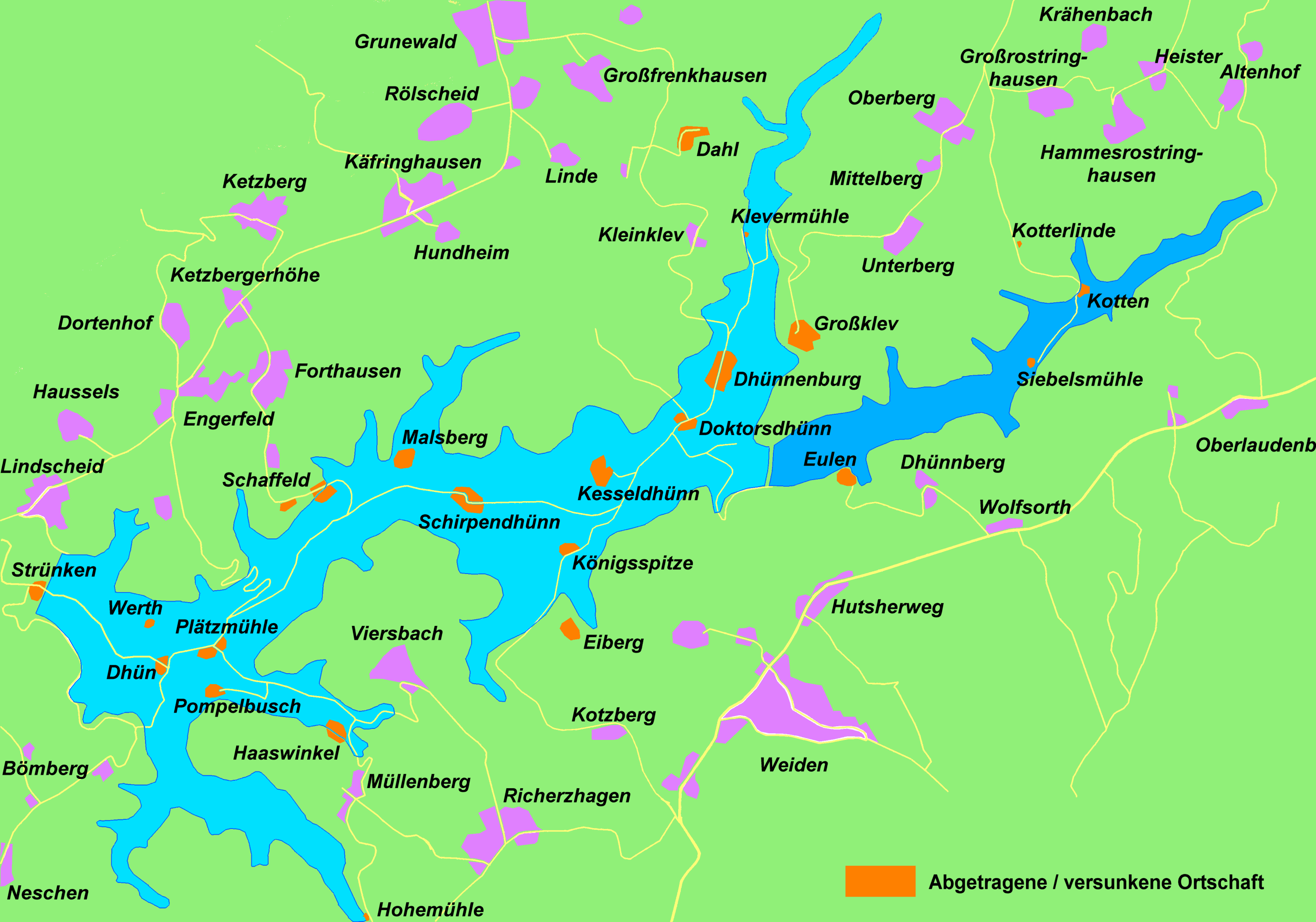
Karte der Großen Dhünntalsperre mit Lage von Siebelsmühle

Siebelsmühle war ein Ortsteil von Kürten, der in der zwischen 1975 und 1985 erbauten und 1988 eröffneten Großen Dhünntalsperre versunken ist.

## Lage und Beschreibung
Die Siebelsmühle lag nordöstlich von Dhünnberg am großen Dhünnbach. Sie war bekannt wegen ihrer schönen Lage und wurde häufig auf Postkarten abgebildet. Die Mühle hatte drei Mahlgänge, eine Knochenmühle sowie „Brodknete“ (= Brotknetmaschine) und „Dreich- und Häckselmaschine“ (= Dresch- und Häckselmaschine), die alle mit Wasser angetrieben wurden. Daneben hatte sie eine eigene Fischerei. Sie wurde am 3. September 1881 in Dörnchen in der Wohnung des „Wirthen Herrn Joseph Wüsten“ meistbietend versteigert.
Durch den Bau der älteren Talsperre war die Ortschaft seit dem Ende der 1950er Jahre nicht mehr bewohnt.

## Geschichte
Die Topographia Ducatus Montani des Erich Philipp Ploennies aus dem Jahre 1715, Blatt Amt Steinbach, belegt, dass der Ort bereits 1715 als Mühle bestand und als Siebelsmühl bezeichnet wurde. Aus der Charte des Herzogthums Berg 1789 von Carl Friedrich von Wiebeking geht hervor, dass Siebelsmühle zu dieser Zeit Teil der Oberhonschaft im Kirchspiel Kürten im Landgericht Kürten war.
Unter der französischen Verwaltung zwischen 1806 und 1813 wurde das Amt Steinbach aufgelöst und Siebelsmühle wurde politisch der Mairie Kürten im Kanton Wipperfürth  im Arrondissement Elberfeld zugeordnet. 1816 wandelten die Preußen die Mairie zur Bürgermeisterei Kürten im Kreis Wipperfürth.
Siebelsmühle gehörte zu dieser Zeit zur Gemeinde Bechen.
Der Ort ist auf der Topographischen Aufnahme der Rheinlande von 1824 als Siebelsmühl und auf der Preußischen Uraufnahme von 1840 als Siebelsmühle verzeichnet.
Ab der Preußischen Neuaufnahme von 1892 ist er auf Messtischblättern regelmäßig als Siebelsmühle verzeichnet.
Der 1845 laut der Uebersicht des Regierungs-Bezirks Cöln als Haus und Mühle kategorisierte Ort besaß zu dieser Zeit ein Wohnhaus. Zu dieser Zeit lebten 19 Einwohner im Ort, davon zwölf katholischen und sieben evangelischen Bekenntnisses.
Die Gemeinde- und Gutbezirksstatistik der Rheinprovinz führt Siebelsmühle 1871 mit einem Wohnhaus und zwölf Einwohnern auf.
Im Gemeindelexikon für die Provinz Rheinland von 1888 werden ein Wohnhaus mit drei Einwohnern angegeben.
1895 hatte der Ort ein Wohnhaus und acht Einwohner.
1905 besaß der Ort ein Wohnhaus und zehn Einwohner und gehörte konfessionell zum katholischen Kirchspiel Kürten und zum evangelischen Kirchspiel Delling.
1927 wurden die Bürgermeisterei Kürten in das Amt Kürten überführt. In der Weimarer Republik wurden 1929 die Ämter Kürten mit den Gemeinden Kürten und Bechen und Olpe mit den Gemeinden Olpe und Wipperfeld zum Amt Kürten zusammengelegt. Der Kreis Wipperfürth ging am 1. Oktober 1932 in den Rheinisch-Bergischen Kreis mit Sitz in Bergisch Gladbach auf.
1975 entstand aufgrund des Köln-Gesetzes die heutige Gemeinde Kürten, zu der neben den Ämtern Kürten, Bechen und Olpe ein Teilgebiet der Stadt Bensberg mit Dürscheid und den umliegenden Gebieten kam.